# Boa vs. Python
Boa vs. Python ist ein US-amerikanischer Horrorfilm aus dem Jahr 2004. Das Drehbuch haben Chase Parker und Sam Wells geschrieben. Produziert wurde der Film von Jeffery Beach.

## Inhalt
Ein übereifriger Geschäftsmann namens Broddick will einen 30 Meter langen grünen Python in die Vereinigten Staaten transportieren. Er organisiert für reiche Kunden Jagdspiele, bei denen exotische Tiere abgeschossen werden. Doch der Transport misslingt und der Python bricht aus. Die Schlange hinterlässt auf ihrer Flucht eine blutige Spur und ruft so das FBI auf den Plan. Sie versuchen das Reptil mittels einer riesigen Boa Constrictor zu jagen und zu töten.
Unterdessen machen sich auch die Hobbyjäger auf die Suche nach der Riesenschlange. In einer Wasseraufbereitungsanlage kommt es zum Showdown. Der Kampf der beiden Riesenschlangen weitet sich dabei bis zu einem Bahnhof aus, in welchem die Boa einen Stromschlag erleidet und der Python von einem durchfahrenden Zug erfasst und getötet wird.

## Hintergrund
Boa vs. Python stellt ein Crossover der Horrorfilme New Alcatraz und Python – Lautlos kommt der Tod dar.
Die Dreharbeiten erfolgten in Sofia.

## Kritiken
„In seinem Regiedebüt lässt David Flores zwei Riesenschlangen gegeneinander antreten. Der Film ist für eine TV-Produktion recht aufwendig und gut inszeniert. Natürlich ist die Handlung nicht realitätsbezogen sondern nur auf Spaß aus, so dass der Film wie ein hochwertiger Trash-Film daherkommt. Die Schlangen sind natürlich komplett computeranimiert, aber für einen Monsterschlangenfilm durchaus gelungen, so dass der Film gute Unterhaltung auf niedrigem Niveau bietet.“